# Bătrânul și marea (film din 1958)

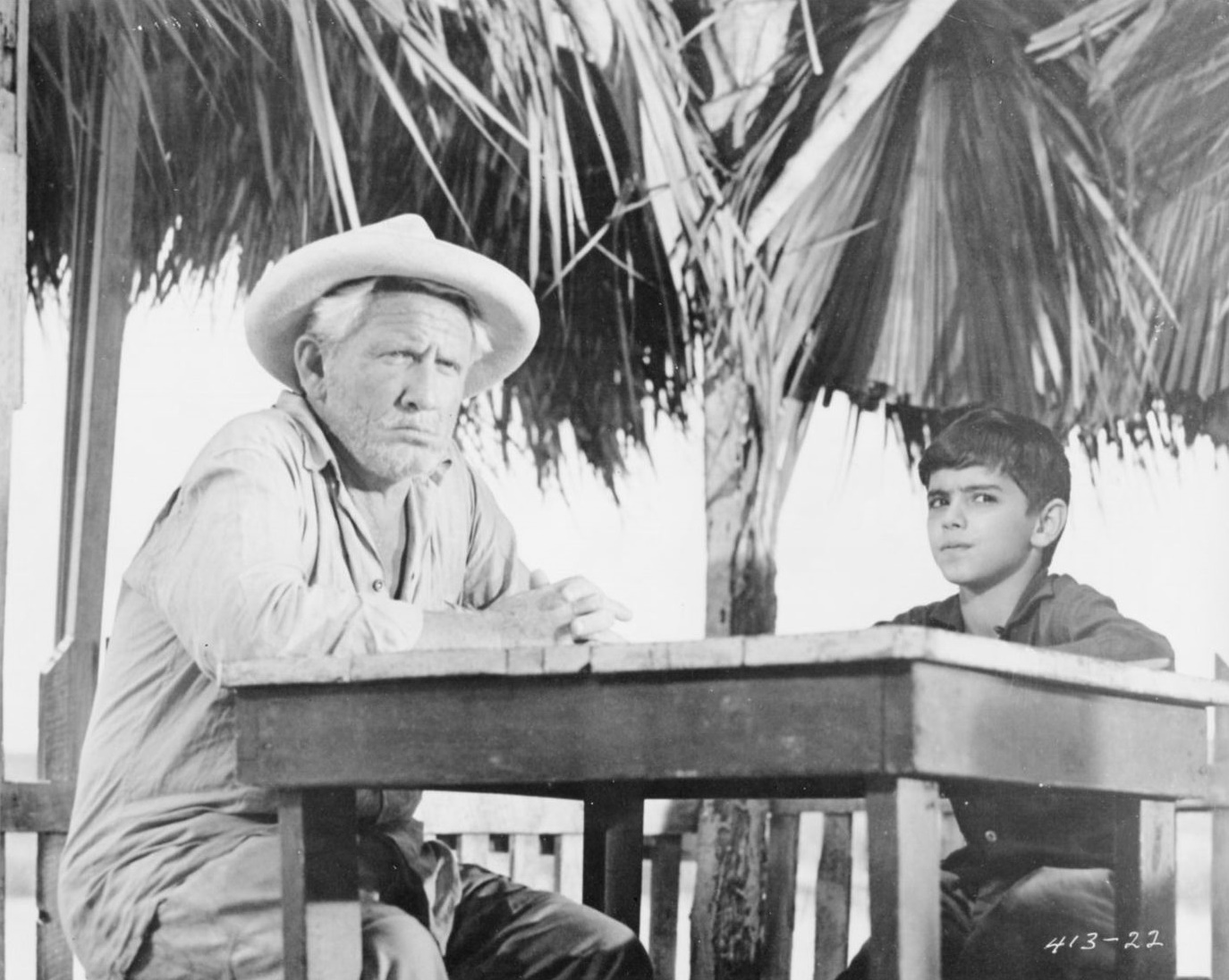
Spencer Tracy și Javier Felipe Pazos, într-o scenă din film

Bătrânul și marea (titlul original: în engleză The Old Man and the Sea) este un film dramatic american, realizat în 1958 de regizorul John Sturges și Fred Zinnemann (nemenționat), după romanul omonim al scriitorului  Ernest Hemingway, protagoniști fiind actorii Spencer Tracy, Felipe Pazos și Harry Bellaver. 

## Rezumat
Bătrânul Santiago este un pescar cubanez care timp de 84 de zile a ieșit mereu în larg fără să prindă nici măcar un pește. Singurul său prieten este un băiat de 14 ani pe nume Manolín, însă căruia tatăl său i-a interzis să-l mai însoțească pe bătrân pe mare, deoarece acesta este considerat de toți localnicii un „salaso”, termenul cel mai dur pentru „ghinionist”. În cea de-a 85-a zi, bătrânul prinde cu undița un marlin uriaș, pe care încearcă să-l aducă la țărm, dar peștele îl trage tot mai mult în larg. Timp de trei zile și nopți, el se luptă cu peștele pe mare.

## Distribuție
- Spencer Tracy – bătrânul pescar Santiago / naratorul
- Felipe Pazos jr. – băiatul Manolín
- Harry Bellaver – Martín, comodatarul cafenelei
- Don Diamond – proprietarul (comodant) cafenelei (nemenționat)
- Don Blackman – luptătorul negru de skanderbeg din Cienfuegos (nemenționat)
- Joey Ray – un jucător de cărți (nemenționat)
- Mary Hemingway – turista curioasă (nemenționat)
- Richard Alameda – jucător de cărți (nemenționat)
- Tony Rosa – jucător de cărți (nemenționat)
- Carlos Rivero – jucător de cărți (nemenționat)
- Robert Alderette – jucător de cărți (nemenționat)
- Mauritz Hugo – jucător de cărți (nemenționat)
- Ernest Hemingway – un pescar bărbos care conversează cu alți pescari în cafenea (cameo)
- Mary Welsh Hemingway – o turistă americană blondă care intră în cafenea (cameo)
- Don Alvarado – chelnerul (nemenționat)

## Premii și nominalizări
- 1959 - Premiile Oscar
  - Cea mai bună coloană sonoră lui Dimitri Tiomkin
  - Nominalizare Cel mai bun actor lui Spencer Tracy
  - Nominalizare Cea mai bună imagine lui James Wong Howe
- 1959 - Globul de Aur
  - Nominalizare Cel mai bun actor (dramă) lui Spencer Tracy
- 1958 - Premiul National Board of Review
  - Cel mai bun film
  - Cel mai bun actor lui Spencer Tracy